# Krasnaja Swesda
Krasnaja Swesda (russisch Красная звезда, Roter Stern) ist eine ursprünglich sowjetische Militärzeitung. Sie wurde am 1. Januar 1924 gegründet. Heute ist sie das Zentralorgan des russischen Verteidigungsministeriums.
1939 wurde Generalmajor Jewgeni Boltin (1900–1981) zum Chefredakteur berufen, ab 1955 war Generalleutnant Nikolai Makejew (1911–1988) Chefredakteur, der nach dreißig Jahren im Amt 1985 von Gorbatschow abgesetzt wurde.
Während des Deutsch-Sowjetischen Krieges schrieben für die Zeitung als Kriegsberichterstatter: Michail Scholochow, Alexei Tolstoi, Konstantin Simonow, Andrei Platonow, Wassili Grossman und Ilja Ehrenburg.